# Distrito de Lacabamba
El distrito de Lacabamba es uno de los once que conforman la provincia de Pallasca, ubicada en el Departamento de Ancash, bajo la administración del Gobierno regional de Ancash, en el Perú. Limita por el norte con los distritos de pampas,pallasca el departamento de La Libertad; por el sur con los distritos de Conchucos y Huandoval; por el oeste con los distritos de Pallasca, Huacaschuque y Huandoval; y por el este con los Distritos de Pampas y Conchucos.

## Historia
Lacabamba fue fundada en el año 1625 por Juan Bautista Cabeza de Vaca. El distrito fue creado mediante Ley del 3 de octubre de 1942, en el gobierno del Presidente Manuel Prado Ugarteche.

## Autoridades

### Municipales
- 2015-2018[1]
  - Alcalde: Pedro Celestino Matta Meléndez, del partido Perú Posible (PPP).
  - Regidores: Eduardo Perez Victorio (PPP), Natalia Vasquez Murillo (PPP), Meysen Adelmira Mariños Aguilar (PPP), Leles Jaime Mariños Perez (PPP), Javier Gamarra Blaz (apra).

## Festividades
Tiene su fiesta patronal en el mes de junio en honor a San Antonio de Padua. También se realizan celebraciones y procesiones durante la Semana Santa.